# Eparquía de Saskatoon
La eparquía de Saskatoon de los ucranianos (en latín: Eparchia Saskatoonen(sis) Ucrainorum y en inglés: Ukrainian Catholic Eparchy of Saskatoon) es una circunscripción eclesiástica greco-católica ucraniana de la Iglesia católica en Canadá, sufragánea de la archieparquía de Winnipeg. La eparquía es sede vacante desde el 28 de abril de 2022. 
En el Anuario Pontificio la Santa Sede usa el nombre Saskatoon degli Ucraini y en el sitio web de la Iglesia greco-católica ucraniana el nombre utilizado es en ucraniano: Саскатунська.

## Territorio y organización
La eparquía extiende su jurisdicción sobre los fieles católicos de rito bizantino greco-católico ucraniano residentes en la provincia de Saskatchewan y la parte de los Territorios del Noroeste y del Nunavut situados al norte de ella.
La sede de la eparquía se encuentra en la ciudad de Saskatoon, en donde se halla la Catedral de San Jorge.
En 2020 en la eparquía existían 67 parroquias, incluyendo unas 180 iglesias:
- Albertown - Ss. Peter and Paul
- Alticane - St.John the Baptist
- Alvena Farms - Assumption of the BVM (cerrada)
- Alvena Town - St. Michael
- Antonivka - Assumption of the BVM (cerrada)
- Arran - St. John the Baptist
- Arran-Vesna -Ss. Peter and Paul
- Balcarres - Holy Eucharist (cerrada)
- Bankend - Ascension of Our Lord (cerrada)
- Beaver Dale - Assumption of the BVM
- Beckenham -Transfiguration of Our Lord (cerrada)
- Bedfordville - St. Nicholas (cerrada)
- Bienfait - Ss. Peter and Paul
- Biggar - Sacred Heart (cerrada)
- Birmingham - St. Paraskevia (cerrada)
- Blaine Lake - Our Lady of Perpetual Help
- Bobulynci - Transfiguration of Our Lord (cerrada)
- Bodnari - Ss. Peter and Paul
- Borshchiv - Ss. Peter and Paul
- Broadview - Assumption of the BVM
- Brooksby - St. Nicholas (cerrada)
- Bruno - Assumption of the BVM (cerrada)
- Bruno Farms - Holy Trinity (cerrada)
- Buchach - Patronage of the Blessed Virgin Mary (cerrada)
- Buchanan - Holy Ghost (cerrada)
- Calder - Assumption of the BVM
- Candiac - Holy Spirit
- Canora - Ss. Peter and Paul
- Carpenter - Ascension of Our Lord (cerrada)
- Cecil - Holy Trinity
- Chaplin-Thunder Creek - Ss. Peter and Paul
- Chekhiv - Descent of the Holy Spirit (cerrada)
- Cudworth Farms -Transfiguration of Our Lord (cerrada)
- Cudworth - Our Lady of Sorrows Shrine
- Cudworth Town - Holy Eucharist
- Dana - St. John the Baptist (cerrada)
- Dobrowody - Nativity of the Blessed Virgin Mary
- Dnipro (Dnieper) - Transfiguration of Our Lord (cerrada)
- Dysart - Holy Eucharist (cerrada)
- Erwood - Blessed Virgin Mary of Succour (cerrada)
- Estevan - Assumption of the BVM
- Fenwood - Ss. Peter and Paul
- Foam Lake - Holy Eucharist
- Fosston - St. John the Baptist (cerrada)
- Glen Elder - Danbury - Holy Eucharist (cerrada)
- Glentworth - Assumption of the BVM
- Goodeve Farms - Holy Trinity (cerrada)
- Goodeve Town - St. Michael
- Grenfell - Ss. Peter and Paul
- Gronlid - St. Michael (cerrada)
- Guernsey - Holy Eucharist (cerrada)
- Hafford - Holy Eucharist
- Havryliuke (Prud'homme) - Sacred Heart
- Hazel Dell - Ss. Peter and Paul (cerrada)
- High Tor - Sacred Heart (cerrada)
- Hodgeville - Ss. Peter and Paul
- Holar - St. Demetrius
- Hryhoriv - St. Demetrius (cerrada)
- Hubbard - Holy Spirit (cerrada)
- Hubbard - Exaltation of the Holy Cross
- Hudson Bay - Holy Eucharist (cerrada y vendida)
- Humboldt- All Saints
- Hyas Village - Descent of the Holy Spirit
- Insinger Farms - Ss. Peter and Paul (cerrada)
- Insinger - St. Nicholas
- Invermay - Ss. Vladimir and Olga
- Ituna - Sacred Heart
- Jaroslaw - Nativity of the Blessed Virgin Mary (cerrada)
- Jasmin-Doroshi - Immaculate Conception (cerrada)
- Jasmin - Ss. Peter and Paul (cerrada)
- Jedburgh Village - Ss. Peter and Paul (cerrada)
- Kamsack - St.Josaphat
- Kelliher - Nativity of the Blessed Virgin Mary (cerrada)
- Kelliher - St.Volodymr
- Kindersley - St.John the Baptist (cerrada)
- Kipling - Presentation of the BVM (cerrada)
- Kovalivka-Tiny - Transfigurartion of our Lord (cerrada)
- Krasne - St. John the Apostle
- Krydor - Sacred Heart
- Kulykiv - Holy Eucharist (cerrada)
- Kuroki - Ss. Peter and Paul
- Kyziv-Tiaziv - St. Demetrius (cerrada)
- Lanigan Farms - Sacred Heart
- Laniwci - Ascension of our Lord
- Lipton-Herzel - Dormition of BVM (cerrada)
- Macdowall - Descent of the Holy Spirit (cerrada)
- Major - Patronage of the BVM (closed)
- Mamornitz - Virgin of Sorrows Ruthenian Church (cerrada)
- Maybridge - St. Nicholas (cerrada)
- Meacham - Ascension (cerrada)
- Meadow Lake - St. Catherine (cerrada y vendida)
- Meath Park-Janow Córneres - Assumption of the BVM (cerrada)
- Melfort - Holy Spirit
- Melville - St.George's
- Model Farm - Patronage of the BVM
- Montmartre - Ss. Peter and Paul
- Moose Jaw - Assumption of the BVM
- Nipawin farms - Ascension (cerrada)
- Nipawin town - All Saints
- Nora - Ascension of Our Lord Jesús Christ (cerrada)
- Norquay - Sacred Heart
- Norquay Farms - Holy Trinity (cerrada)
- North Battleford - All Saints
- Nora - Ascension of Our Lord Jesús Christ (cerrada)
- Olesha - Sacred Heart of Jesús (cerrada)
- Ormside-Ss. Vladimir and Olga (cerrada)
- Orolow - Descent of the Holy Spirit
- Parkerview - St. Nicholas (cerrada)
- Pelly-Holy Eucharist (cerrada)
- Peterson - Descent of the Holy Spirit (cerrada)
- Plain View - Descent of the Holy Spirit (cerrada)
- Podillia - Ss. Peter and Paul Cemetery - (cerrada)
- Ponass Lake - St. Michael the Archangel (cerrada)
- Porcupine Plain - Ss. Peter and Pau (cerrada y vendida)
- Preeceville - Transfiguration of Our Lord Jesús Christ
- Prince Albert - St. George
- Prud'homme - St. John the Theologian
- Radisson - Patronage of the Blessed Virgin Mary
- Rama - Saints Peter and Paul
- Regina - St. Athanasius
- Regina - St. Basil the Great
- Roadside Chapel near Rosthern
- Rose Valley - Assumption of the Blessed Virgin Mary (cerrada)
- Rosthern - Holy Apostles SS. Peter and Paul
- Rosthern Farms - Nativity of the Blessed Virgin Mary (cerrada)
- Rosthern Farms-Adamivka - Descent of the Holy Spirit (cerrada)
- Runnymede - Ss. Vladimir and Olga (cerrada)
- Samburg - St. John the Baptist (cerrada)
- Saskatoon - Dormition of the Most Holy Mother of God
- Saskatoon - Ss. Peter & Paul
- Saskatoon - St. George's Cathedral
- Saskatoon - St. Volodymyr Villa Chapel
- Sheho Farms - Nativity of the Blessed Virgin Mary (cerrada)
- Sheho Village - Christ the King
- Shipman Rural - Ss. Peter and Paul (cerrada)
- Sich - St. Michael's (cerrada)
- Smuts - St. John the Baptist
- Sokal - Holy Trinity (cerrada)
- Speers - Ss. Peter and Paul
- St. Julien - Patronage of the Blessed Virgin Mary (Pokrov) (cerrada)
- St. Philip's - Assumption of the B.V.M. (cerrada)
- Stenen - St. Nicholas (cerrada)
- Stornoway Cemetery (cerrada)
- Stove Creek - St. Elías (cerrada)
- Swan Plain - Ascension
- Swift Current - St. John the Baptist
- Tadmore - St. John the Baptist (cerrada)
- Thunder Creek - Ss. Peter and Paul
- Tribune - Holy Family
- Tuffnell Village - Holy Trinity (cerrada)
- Tway Farms - St. Paraskevia (cerrada)
- Tway Town - Ss. Peter and Paul
- Uhryniv - St. Nicholas (cerrada)
- Ukrainian Park - Pike Lake - St. Volodymyr
- Vasyliw - Ss. Constantine and Helena (cerrada)
- Verigin - St. Nicholas (cerrada)
- Vonda - Sacred Heart
- Wadena - Descent of the Holy Spirt
- Wakaw - Sacred Heart
- Watrous - Holy Mother of God
- Watson - St. George (cerrada)
- Weekes - St. Nicholas (cerrada)
- Welechko - Presenation of the Blessed Virgin Mary (cerrada)
- Weyburn - Holy Trinity
- Whitebeech - Nativity of the Blessed Virgin Mary (cerrada)
- Whitesand - Patronage of the Blessed Virgin Mary
- Whitkow - Ascension of Our Lord (cerrada)
- Willowbrook - Protection of the Blessed Virgin Mary (cerrada)
- Wishart Farms - St. Michael the Archangel (cerrada)
- Wishart Town - Assumption of the Blessed Virgin Mary
- Wolverine - Patronage of the Blessed Virgin Mary (cerrada)
- Wroxton-Farms - Ss. Vladimir and Olga (cerrada)
- Wroxton-Village - Ss. Peter and Paul (cerrada)
- Wynyard - Sacred Heart
- Yellow Creek - Assumption of the Blessed Virgin Mary (cerrada)
- Yorkton - Our Lady of Perpetual Help (St. Mary's)

## Historia
El exarcado apostólico del Saskatchewan fue creado el 19 de marzo de 1951 con la bula De Ruthenorum del papa Pío XII, separando territorio del exarcado apostólico de Canadá Central, que asumió el nombre de exarcado apostólico de Manitoba y que hoy es la archieparquía de Winnipeg.

Nos vero, audito venerabili Fratre Nostro S. R. E. Cardinali S. Congregationis pro Ecclesia Orientali a Secretis, omnibus mature perpensis, et maius dominici gregis bonum prae oculis habentes, certa scientia ac de apostolicae Nostrae potestatis plenitudine ab Exarchatu Apostolico Ruthenorum in Ditione Canadensi Centrali territorium separamus, cuius fines iidem erunt ac limites Provinciae Saslccttchewan et territoria ad septentrionem exstantia, et illud in novum erigimus et constituimus Exarchatum Apostolicum pro fidelibus Ruthenis Provinciae Saskatchewan nuncupandum. Novi huius Exarchatus sedes erit in urbe Saskatoon; ecclesiam vero in honorem S. Georgii Deo dicatam in eadem urbe exstantem ad Ecclesiae Cathedralis gradum et dignitatem extollimus et illi omnia attribuimus iura, privilegia, honores ac praerogativas, quibus ceterae Cathedrales Ecclesiae fruuntur...

El 3 de noviembre de 1956 mediante la bula Hanc Apostolicam del papa Pío XII el exarcado apostólico fue elevado a eparquía y recibió su nombre actual.

In regione Canadia novam provinciam ecclesiasticam constituimus pro fidelibus Ruthenis Byzantini ritus ibi commorantibus, quae has sedes comprehendet: Winnipegensem, Edmontonensem, Torontinam et Saskatoonensem, adhuc Exarchatus Apostolicos. Ex quibus Ecclesiis, Winnipegensem ad gradum et honorem metropolitanae Sedis evehimus, ceteras in Eparchiae formam redigimus, datis iuribus et privilegiis unicuique earum congruentibus, servatis praescriptis ac legitimis consuetudinibus Orientalis Ecclesiae propriis...

## Estadísticas
De acuerdo al Anuario Pontificio 2021 la eparquía tenía a fines de 2020 un total de 5438 fieles bautizados.
| Año                                                                             | Población            | Población | Población      | Sacerdotes | Sacerdotes    | Sacerdotes    | Bautizados por sacerdote | Diáconos permanentes | Religiosos | Religiosos | Parroquias |
| Año                                                                             | Bautizados católicos | Total     | % de católicos | Total      | Clero secular | Clero regular | Bautizados por sacerdote | Diáconos permanentes | Varones    | Mujeres    | Parroquias |
| ------------------------------------------------------------------------------- | -------------------- | --------- | -------------- | ---------- | ------------- | ------------- | ------------------------ | -------------------- | ---------- | ---------- | ---------- |
| 1963                                                                            | 34 828               | 928 181   | 3.8            | 41         | 29            | 12            | 849                      |                      | 24         | 53         | 164        |
| 1970                                                                            | ?                    | 925 181   | ?              | 51         | 32            | 19            | ?                        |                      | 25         | 41         | 25         |
| 1980                                                                            | 28 000               | ?         | ?              | 36         | 19            | 17            | 777                      | 2                    | 25         | 43         | 32         |
| 1990                                                                            | 23 600               | ?         | ?              | 35         | 22            | 13            | 674                      | 2                    | 15         | 37         | 130        |
| 1999                                                                            | 12 200               | ?         | ?              | 35         | 22            | 13            | 348                      | 6                    | 15         | 20         | 129        |
| 2000                                                                            | 12 175               | ?         | ?              | 32         | 20            | 12            | 380                      | 5                    | 15         | 16         | 129        |
| 2001                                                                            | 20 767               | ?         | ?              | 32         | 22            | 10            | 648                      | 5                    | 12         | 12         | 127        |
| 2002                                                                            | 12 700               | ?         | ?              | 31         | 21            | 10            | 409                      | 5                    | 12         | 16         | 99         |
| 2003                                                                            | 12 700               | ?         | ?              | 29         | 18            | 11            | 437                      | 6                    | 13         | 17         | 99         |
| 2004                                                                            | 12 700               | ?         | ?              | 32         | 20            | 12            | 396                      | 5                    | 14         | 17         | 99         |
| 2009                                                                            | 7256                 | ?         | ?              | 29         | 20            | 9             | 250                      | 3                    | 9          | 16         | 84         |
| 2010                                                                            | 7779                 | ?         | ?              | 29         | 19            | 10            | 268                      | 3                    | 10         | 16         | 84         |
| 2012                                                                            | 6817                 | ?         | ?              | 29         | 19            | 10            | 235                      | 4                    | 10         | 15         | 74         |
| 2014                                                                            | 6340                 | ?         | ?              | 28         | 18            | 10            | 226                      | 4                    | 10         | 15         | 71         |
| 2017                                                                            | 5767                 |           |                | 28         | 18            | 10            | 205                      | 3                    | 10         | 15         | 67         |
| 2020                                                                            | 5438                 |           |                | 23         | 16            | 7             | 236                      |                      | 7          | 16         | 67         |
| Fuente: Catholic-Hierarchy, que a su vez toma los datos del Anuario Pontificio. |                      |           |                |            |               |               |                          |                      |            |            |            |

## Episcopologio
- Andrew J. Roborecki † (19 de marzo de 1951-24 de octubre de 1982 falleció)
- Basil Filevich (Felivich) † (5 de diciembre de 1983-6 de noviembre de 1995 retirado)
- Cornelius John Pasichny, O.S.B.M. † (6 de noviembre de 1995-1 de julio de 1998 nombrado eparca de Toronto)
  - Sede vacante (1998-2000)
- Michael Wiwchar, C.SS.R. (29 de noviembre de 2000-2 de mayo de 2008 retirado)
- Bryan Bayda, C.SS.R. (2 de mayo de 2008-28 de abril de 2022 nombrado eparca de Toronto)
  - Lawrence Daniel Huculak, O.S.B.M.,[5] desde el 28 de abril de 2022 (administrador apostólico)